# Sa Palomera

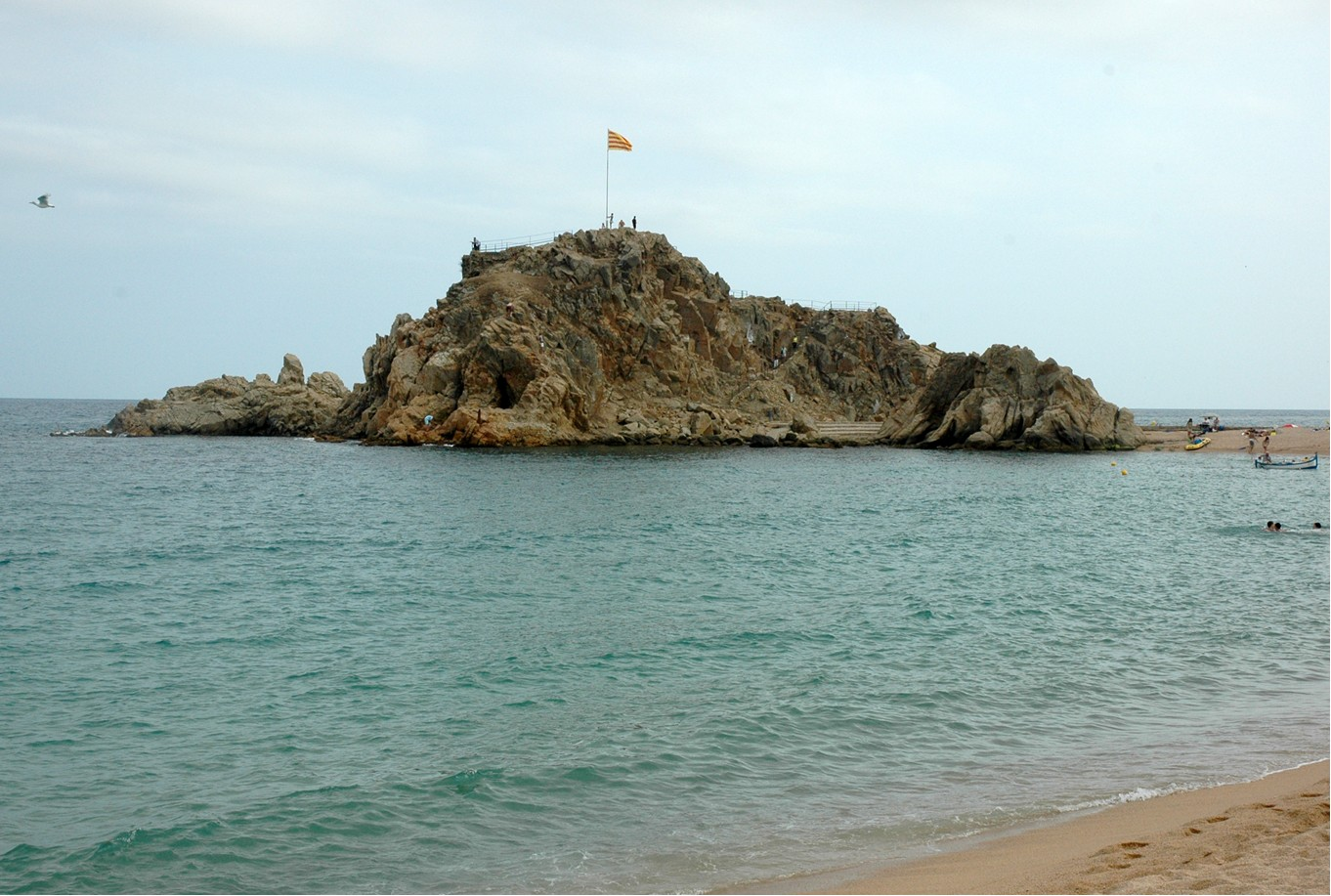
Sa Palomera. Blanes.

Sa Palomera, es una gran roca que entra en el mar y separa la bahía de Blanes en el norte y la playa de Sabanell en el sur, dentro del término municipal de Blanes (provincia de Gerona, España). Se considera que es el punto que da inicio a la costa Brava.
Sa Palomera y los islotes adyacentes pueden ser visitados, ya que se ha habilitado un mirador desde el que se puede contemplar una amplia perspectiva de su población y el delta del río Tordera que desemboca unos 2 kilómetros más abajo, siguiendo la playa de Sabanell.
Este promontorio forma parte del escenario del reconocido Festival Pirotécnico de Blanes, que se celebra cada verano dentro de las actividades de las fiestas patronales en honor a Santa Ana y San Joaquín (26 de julio). Delante de este montículo hay ubicado un arco metálico con forma de “v” invertida que simboliza la puerta y da la bienvenida a la Costa Brava.
Mide 15 metros.

## Accidentes
El día 27 de julio de 2018, un hombre alemán de 56 años resbaló desde la parte más alta de Sa Palomera y se precipitó al vacío. Los servicios médicos no pudieron hacer nada para reanimar al turista alemán. 